# Florian Bachelier
Pour les articles homonymes, voir Bachelier.
Florian Bachelier, né le 5 avril 1979 à Thionville (Moselle), est un avocat et homme politique français.
Membre du Parti socialiste puis de La République en marche, il est élu député dans la huitième circonscription d'Ille-et-Vilaine lors des élections législatives de 2017. Il devient premier questeur de l'Assemblée nationale.
Ses prises de position médiatiques et ses méthodes ont suscité des critiques. Investi par Ensemble pour les élections législatives de 2022, il échoue au second tour.

## Biographie

### Jeunesse et formation
Il est né le 5 avril 1979 à Thionville, en Moselle. Son père est enseignant dans un lycée professionnel et sa mère assistante maternelle,. Sa famille a vécu dans l'Est de la France. Issu d'une famille de gauche, il se réclame de cette tendance, en 2017.
Il habite à Rennes et est en couple avec Carole Gandon, référente de La République en marche en Ille-et-Vilaine de 2017 à 2019,, et tête de liste LREM aux élections municipales à Rennes en 2020.

### Avocat
Il est avocat. De 2007 à 2017 associé au cabinet Avoxa,,,,.
À la suite de son élection à l’Assemblée Nationale en juin 2017, Florian Bachelier a demandé à être « omis du barreau » pour exercer son mandat.
De 2016 à 2017, il est membre du conseil d'administration du réseau international Advoc,.
De 2015 à 2017, il est président de 40mCube, association rennaise visant à l'éducation et la promotion de l'art contemporain.[pertinence contestée]

## Parcours politique

### Débuts
Il adhère au Parti socialiste en 2006 pour soutenir la candidature de Dominique Strauss-Kahn à la primaire présidentielle socialiste. En 2008, il appelle avec d'autres militants à voter Martine Aubry pour l'élection du premier secrétaire. Il échoue à plusieurs reprises à intégrer la majorité socialiste rennaise, cette dernière le trouvant trop personnel.
Il rejoint En marche à son lancement le 6 avril 2016. En septembre 2016, il est nommé référent départemental du parti en Ille-et-Vilaine par l'entremise de Richard Ferrand,. Il était favorable à l'investiture de Gaspard Gantzer dans la deuxième circonscription d'Ille-et-Vilaine, avant que ce dernier ne renonce.[pertinence contestée]

### Député
Au mois de mai 2017, Florian Bachelier est investi candidat à la députation dans la huitième circonscription d'Ille-et-Vilaine pour les élections législatives, qu’il remporte, au second tour, par 60,96 % des suffrages exprimés, face à la candidate de La France insoumise, Enora Le Pape.
Proche de Richard Ferrand, il est situé par L'Obs parmi les « francs-tireurs » du groupe LREM,,.
Le 28 juin 2017, il devient le premier questeur de l'Assemblée, siégeant ainsi au bureau de l'Assemblée nationale . Il est reconduit à ce poste en juillet 2019. Il y revendique vouloir faire des économies dans le budget de l'Assemblée nationale ce qui l'oppose à Laurianne Rossi et François de Rugy,.
En janvier 2021, il promeut, avec Éric Ciotti, qui est celui des trois questeurs de l’assemblée qui représente l'opposition, et contre l'avis de la deuxième questeure Laurianne Rossi, une augmentation de 15 % de la dotation matérielle des députés. Il avait déjà été critiqué en 2019 pour avoir augmenté le budget relatif à l'hébergement des députés.[pertinence contestée]
Investi par la majorité présidentielle pour les élections législatives de 2022, il est battu au second tour par Mickaël Bouloux en obtenant 42 % des voix.
Il prend ensuite ses distances avec le macronisme.

## Prises de position
En août 2018, il publie une tribune sur l'Aquarius, navire humanitaire en quête d'un port pour accoster, dans laquelle il « renvoie dos à dos Kouchner, Cohn-Bendit et Taubira d'une part, et Salvini, Orbán et Kurz d'autre part », et s'oppose à la fois aux « tenants de la bonne morale » et aux « professionnels de la bonne conscience prétendument de gauche qui n'ont empêché ni les 13 000 morts en Méditerranée, ni le retour des nationalistes dans toute l'Europe ». Cette tribune est dénoncée par ses opposants locaux du Parti socialiste et de La France insoumise.
Il affiche son soutien à Mustapha Laabid, député LREM d'Ille-et-Vilaine, accusé d'abus de confiance, mais un mois après le rejet - prononcé le 16 juin 2021 - du pourvoi en cassation que ce dernier avait formé, il lui demande de démissionner.
En avril 2021, il accuse Martin Hirsch, directeur de l'Assistance publique - Hôpitaux de Paris, d'être en campagne pour Anne Hidalgo en vue de l'élection présidentielle de 2022, au détriment de la gestion de la crise sanitaire,.

## Controverses